# 上和田有機米生産組合
上和田有機米生産組合（かみわだゆうきまいせいさんくみあい）は、山形県東置賜郡高畠町にある、ブランド米の生産組合である。平成22年度「第15回 環境保全型農業推進コンクール」において大賞（農林水産大臣賞）を受賞。米・食味分析鑑定コンクール：国際大会ダイヤモンド褒賞で『名稲会』会員でもある「遠藤五一」氏が組合長に就任している。

## 沿革
- 1986年（昭和61年）- 発足。
- 2002年（平成14年）- 第4回米食味分析鑑定コンクール（奈良県奈良市）総合部門金賞（皆川博之、品種コシヒカリ）特別優秀賞（猪野誠、品種コシヒカリ）を受賞。品種部門特別優秀賞（吉田繁夫、品種コシヒカリ）（二宮儀隆、品種ひとめぼれ）を受賞。
- 2003年（平成15年）- 第5回米食味分析鑑定コンクール（山形県東置賜郡川西町）総合部門金賞（上和田有機米生産組合、品種コシヒカリ）を受賞。品種部門コシヒカリ部門・有機栽培部門（上和田有機米生産組合）金賞を受賞。
- 2005年（平成17年）-　第7回米食味分析鑑定コンクール（千葉県千葉市）総合部門金賞（遠藤五一、品種コシヒカリ）特別優秀賞（鈴木達夫、品種コシヒカリ）を受賞。品種別部門若手経営者部門（射場省吾、品種コシヒカリ）有機栽培部門（遠藤五一、品種コシヒカリ）を受賞。
- 2006年（平成18年）- 第8回米食味分析鑑定コンクール（福井県武生市）総合部門金賞（遠藤五一、品種コシヒカリ）特別優秀賞（渡部京一、品種コシヒカリ）を受賞。品種別部門若手経営者部門特別優秀賞（猪野国雄、品種コシヒカリ）を受賞。
- 2007年（平成19年）- 第9回米食味分析鑑定コンクール（島根県奥出雲町）ダイヤモンド褒賞（遠藤五一）総合部門特別優秀賞（渡部京一、品種コシヒカリ）を受賞。
- 2008年（平成20年）- 第10回米食味分析鑑定コンクール（山形県南陽市）総合部門金賞（渡部京一、品種コシヒカリ）を受賞。
- 2010年（平成22年）- 第12回米食味分析鑑定コンクール（島根県松江市）環境農業大賞（遠藤五一）地域品種栽培部門地域部門特別優秀賞（渡部京一、つや姫）を受賞。

## 概要
- 組合員 47名
  - 上和田地区 11名
  - 海上・小倉地区 6名
  - 海上・小倉地区 6名
  - 元和田・馬頭地区 8名
  - 下和田地区 9名
  - 佐沢地区 5名
  - 高畠・糠野目地区 2名

## テレビ番組
- 日経スペシャル カンブリア宮殿 「信念の米作り ～日本一うまい米を作る男～」（2007年11月26日、テレビ東京）- 出演：上和田有機米生産者組合 遠藤五一[3]。